# Wimbledon Championships 1973
Die 87. Wimbledon Championships waren ein Tennis-Rasenplatzturnier der Klasse Grand Slam, das von der ITF veranstaltet wurde. Es fand vom 25. Juni bis zum 8. Juli 1973 in London, Großbritannien statt. Ausrichter war der All England Lawn Tennis and Croquet Club.
Titelverteidiger im Einzel waren Stan Smith bei den Herren sowie Billie Jean King bei den Damen. Im Herrendoppel waren Bob Hewitt und Frew McMillan, im Damendoppel Billie Jean King und Betty Stöve die Titelverteidiger. Im Mixed waren Rosie Casals und Ilie Năstase die Titelverteidiger.
Nikola Pilić war Auslöser der Bestreikung des Turniers. Da er sich angeblich geweigert hatte, für das jugoslawische Davis-Cup-Team in dessen Spiel gegen Neuseeland anzutreten, wurde Pilić vom Tennis-Weltverband gesperrt und konnte so nicht an Wimbledon teilnehmen. Aus Protest sagten insgesamt 81 Spieler, darunter 13 der 16 Gesetzten, das Turnier ab.

## Herreneinzel

### Setzliste
| Nr. | Spieler             | Erreichte Runde |
| --- | ------------------- | --------------- |
| 01. | Ilie Năstase        | Achtelfinale    |
| 02. | Jan Kodeš           | Sieg            |
| 03. | Roger Taylor        | Halbfinale      |
| 04. | Alexander Metreweli | Finale          |

| Nr. | Spieler          | Erreichte Runde |
| --- | ---------------- | --------------- |
| 05. | Jimmy Connors    | Viertelfinale   |
| 06. | Björn Borg       | Viertelfinale   |
| 07. | Owen Davidson    | Achtelfinale    |
| 08. | Jürgen Faßbender | Viertelfinale   |

## Dameneinzel

### Setzliste
| Nr. | Spielerin        | Erreichte Runde |
| --- | ---------------- | --------------- |
| 01. | Margaret Court   | Halbfinale      |
| 02. | Billie Jean King | Sieg            |
| 03. | Evonne Goolagong | Halbfinale      |
| 04. | Chris Evert      | Finale          |

| Nr. | Spielerin      | Erreichte Runde |
| --- | -------------- | --------------- |
| 05. | Rosie Casals   | Viertelfinale   |
| 06. | Virginia Wade  | Viertelfinale   |
| 07. | Kerry Melville | Viertelfinale   |
| 08. | Olga Morosowa  | Viertelfinale   |

## Herrendoppel

### Setzliste
| Nr. | Paarung                                | Erreichte Runde |
| --- | -------------------------------------- | --------------- |
| 01. | Jimmy Connors Ilie Năstase             | Sieg            |
| 02. | John Cooper Neale Fraser               | Finale          |
| 03. |                                        | Rückzug         |
| 04. | Sergei Lichatschow Alexander Metreweli | Achtelfinale    |

## Damendoppel

### Setzliste
| Nr. | Paarung                       | Erreichte Runde |
| --- | ----------------------------- | --------------- |
| 01. | Rosie Casals Billie Jean King | Sieg            |
| 02. | Margaret Court Lesley Hunt    | Viertelfinale   |
| 03. | Françoise Dürr Betty Stöve    | Finale          |
| 04. | Olga Morosowa Virginia Wade   | Achtelfinale    |

## Mixed

### Setzliste
| Nr. | Paarung                           | Erreichte Runde |
| --- | --------------------------------- | --------------- |
| 01. | Ilie Năstase Rosie Casals         | Viertelfinale   |
| 02. | Owen Davidson Billie Jean King    | Sieg            |
| 03. | Alexander Metreweli Olga Morosowa | Halbfinale      |
| 04. | Jimmy Connors Chris Evert         | Viertelfinale   |